# Pierre Broodcoorens
Pierre Broodcoorens, né à Bruxelles le 19 janvier 1885 et mort à La Hulpe (Belgique) le 11 août 1924, est un poète, dramaturge et romancier belge.

## Biographie

### Famille
Pierre Julien Broodcoorens est un Flamand, né à Bruxelles, dont la famille est originaire de la province de Flandre orientale. Il est né à Bruxelles au n° 17 de la rue de Rollebeek le 19 janvier 1885.  Son père, Alphonse Broodcoorens, né à Nederbrakel en 1856, était militaire puis sera inspecteur de police. Il avait épousé à Bruxelles en août 1885 Marie Mathilde Moreels, née à Audenhove-Saint-Géry en 1865. Par ce mariage, ils légitimèrent leur fils Pierre Julien, né en ce début d'année 1885.
Il épouse à Etterbeek en 1906 Marie Désirée Muyldermans, une enseignante née à La Hulpe en 1880. De ce mariage naîtra une fille Camille Blanche Paule Broodcoorens, née à La Hulpe le 8 novembre 1910, qui épousera à La Hulpe en 1936 l'ingénieur Raymond Robert Jaune, né à Ixelles le 13 octobre 1911, mais qui divorceront à Schaerbeek en 1946. 
Pierre Broodcoorens est mort à la Hulpe en 1924 d'une pleurésie, quelques semaines après avoir été opéré d'une appendicite purulente. Il est enterré au cimetière communal de La Hulpe ; sa tombe porte l'épitaphe « J'ai vécu pour hâter les futures clartés ».

### Parcours littéraire
Écrivain francophone, il écrit également en néerlandais et en allemand.
Outre une collaboration active à plusieurs journaux et revues, cet autodidacte débute dans les lettres par quelques poèmes publiés dans la revue En Art qu'il dirige avec Charles Dulait.  En 1893, il fonde L'Exode, un périodique dont il est à la fois le directeur et l'unique rédacteur.
Pierre Broodcoorens, influencé par les écrivains belges Georges Eekhoud et Camille Lemonnier, était sensible aux idéaux du socialisme. Le biographe et historien belge Lazare Boiarski écrivait, en 1930, à son sujet : « Âme généreuse, il aimait le peuple et les opprimés d’un amour sans borne ; l'iniquité le révoltait ; la recherche d’un meilleur devenir social l’avait poussé vers le socialisme qu’il désirait idéal, sans la moindre tache. Broodcoorens était un socialiste pur, convaincu que l’humanité arrivera à créer un monde d’équité sociale ». Profondément peiné par la mort de Camille Lemonnier, il est néanmoins présent lors de la levée du corps précédant les funérailles civiles du défunt.
Pierre Broodcoorens est sympathisant du mouvement flamand, notamment à travers son roman historique Le Sang rouge des Flamands qui parait dans le journal Le Peuple durant la Première Guerre mondiale et qui dénonce l'occupation franco-espagnole à l'époque des Pays-Bas espagnols. Il écrit différentes nouvelles pour la Belgique artistique et littéraire dont Clocke Roeland.
Dolf Ledel a réalisé un projet de buste en plâtre le représentant. 
Broodcoorens rencontre René Magritte lors de ses études à Bruxelles et est son témoin à son mariage. En 1921, le peintre surréaliste réalise le portrait de son ami. Acquis en 1972 de Camille Galmache-Broodcoorens, fille de l'écrivain, par les Musées royaux des beaux-arts à Bruxelles, ce tableau est actuellement conservé au musée Magritte, section des Musées royaux.

### Hommages
Sa maison, la Maison rustique, existe toujours à La Hulpe, et une rue du village a reçu son nom.
Mais comme l'écrit son biographe Claude Verhaegen, le silence qui l'entoure est aussi injuste qu'injustifié. Trop vite classé parmi les épigones superficiels de Maeterlinck, Verhaeren et Lemonnier, Pierre Broodcoorens s'est vu réduire à la portion congrue dans les histoires de la littérature.

## Décorations
- chevalier de l'Ordre de la Couronne.
- Croix de la Légion d'honneur

## Œuvres
- Le Siège de Berlin (1905), adaptation dramatique d'après la nouvelle d'Alphonse Daudet.
- Le Roi aveugle (1908) (pièce en trois actes et en vers)
- Eglesygne et Flourdelys (1909) (pièce en trois actes et en vers blancs)
- La Mer (1911) (légende lyrique en quatre actes)
- Le Roi de la nuit
- Le coin des Tisserands (1919)
- La foi du doute : poèmes
- Mon maître (son maître était Camille Lemonnier).
- Le miroir des roses spirituelles
- Boule-Carcasse
- Petit Will (1912), roman préfacé par Camille Lemonnier
- La Parabole du figuier stérile, (1921). Il qualifia ce roman une "eau-forte d'humanité élémentaire et synthétique".
- Histoires merveilleuses (1914)
- Le brave sergent Champagne
- Seigneur Polichinelle, récits
- Les Rustiques
- Le Carillonneur des esprits (1921) (recueil de poèmes en cinq parties) : "La Cloche Roeland", "Les Soleils d'antan", "Les Orages passants", "Les Deuillants processionnaires" et "Les Horizons précurseurs".
- Le Sang rouge des Flamands (1914)
- Contes et poèmes inédits (édités à titre posthume, Bruxelles, 1931)